# Карчері
Карчері (італ. Carceri, вен. Carceri) — муніципалітет в Італії, у регіоні Венето, провінція Падуя.
Карчері розташоване на відстані близько 380 км на північ від Рима, 65 км на південний захід від Венеції, 31 км на південний захід від Падуї.
Населення — 1588 осіб (2014).

## Демографія
Населення за роками:

Станом на 1 січня 2023 року в муніципалітеті офіційно проживали 53 іноземці з 12 країн, серед них 17 громадян країн Євросоюзу та 2 громадяни України.

## Сусідні муніципалітети
- Есте
- Оспедалетто-Еуганео
- Понсо
- Вігіццоло-д'Есте